# Synagoge (Rehlingen)
Die Synagoge in Rehlingen wird erstmals 1857 erwähnt. Sie stand in der Brückenstraße 34. Im Jahr 1986 wurde das zwischenzeitlich zum Wohnhaus umgebaute Gebäude abgerissen.

## Synagoge
Das Synagogengebäude stand in der Brückenstraße 34  und war ca. 10 Meter lang und maß in der Breite etwa 7 Meter. In der Fassade befanden sich Rundbogenfenster. Das Dach war ein einfaches Satteldach. Bereits 1933 wurde die Synagoge nur noch selten genutzt. Im Jahr 1936, also ein Jahr nach dem Volksentscheid 1935 und dem damit verbundenen Anschluss des Saargebietes an das Deutsche Reich, wird die Synagoge als aufgegeben bezeichnet. Nachdem es ab ca. 1937 als Lager genutzt worden war, erfolgte 1950 der Umbau in ein zweigeschossiges Wohnhaus. 1986 wurde das Gebäude abgerissen.

## Jüdische Gemeinde Rehlingen
Bereits im Jahr 1721 hatte eine jüdische Familie das Recht erhalten sich in Rehlingen anzusiedeln. Zwischen Mitte des 19. Jahrhunderts und 1913 gehörten zur jüdischen Gemeinschaft auch die in den Orten Beckingen, Büren, Fremersdorf und Itzbach ansässigen Einwohner jüdischen Glaubens. Ab 1913 gehörten auch die in Siersburg lebenden Juden zur jüdischen Gemeinschaft Rehlingen. Fremersdorf gehörte zu diesem Zeitpunkt nicht mehr dazu. Aufgrund der geringen Mitgliederzahlen blieb der Gemeinde der Status einer öffentlich-rechtlichen Körperschaft verwehrt. Bis zu ihrer Auflösung war sie als privatrechtlicher Verein organisiert. Zeitweilig unterhielt die Gemeinde eine Religionsschule, deren Lehrer ebenfalls die Funktion des Vorbeters und Schochet innehatte. Die Toten wurden, da kein eigener Friedhof zur Verfügung stand, auf dem jüdischen Friedhof Dillingen beigesetzt. Ab dem Jahr 1933 setzte eine Abwanderung ein. Im Jahr 1935, dem Jahr des Anschlusses an das Deutsche Reich, wurden nur noch 14 Mitglieder der jüdischen Gemeinschaft gezählt.

### Entwicklung der jüdischen Einwohnerzahl
| Jahr    | Juden | Jüdische Familien |
| ------- | ----- | ----------------- |
| 1721    |       | 1                 |
| um 1780 |       | 2                 |
| 1808    | 23    |                   |
| 1895    | 35    |                   |
| 1924    | 40    |                   |
| 1935    | 14    |                   |

Quelle:  alemannia-judaica.de
Folgende Mitglieder der jüdischen Gemeinschaft Rehlingen wurden während der Zeit des Nationalsozialismus ermordet:
| Name      | Vorname            | Todeszeitpunkt    | Alter     | Ort des Todes                                         | Bemerkung                                                                | Quellen |
| --------- | ------------------ | ----------------- | --------- | ----------------------------------------------------- | ------------------------------------------------------------------------ | --- |
| Alexander | Isidor             | 26. November 1942 | 71 Jahre  | Ghetto Theresienstadt                                 | Deportiert ab Nürnberg am 10. September 1942                             | Yad Vashem (Datenbank, Datensatz Nr. 11457390) / Gedenkbuch für die Opfer der NS-Judenverfolgung in Deutschland            |
| Borg      | Johanna            | unbekannt         | unbekannt | Lager Piaski                                          |                                                                          | Yad Vashem (Datenbank, Datensatz Nr. 11478558) / Gedenkbuch für die Opfer der NS-Judenverfolgung in Deutschland            |
| Hanau     | Rosa               | 6. Dezember 1940  | 65 Jahre  | Internierungslager Gurs                               |                                                                          | Yad Vashem (Datenbank, Datensatz Nr. 11515942) / Gedenkbuch für die Opfer der NS-Judenverfolgung in Deutschland            |
| Isaac     | Josef Emil         | unbekannt         | unbekannt | Konzentrations- und Vernichtungslager Lublin-Majdanek |                                                                          | Yad Vashem (Datenbank, Datensatz Nr. 11527756) / Gedenkbuch für die Opfer der NS-Judenverfolgung in Deutschland            |
| Israel    | Joseph             | unbekannt         | unbekannt | Warschauer Ghetto                                     | Deportiert am 31. März 1942 ab KZ-Außenlager Hannover-Ahlem              | Yad Vashem (Datenbank, Datensatz Nr. 11528333) / Gedenkbuch für die Opfer der NS-Judenverfolgung in Deutschland            |
| Bernhard  | Herbert            | unbekannt         | unbekannt | Konzentrations- und Vernichtungslager Lublin-Majdanek | Deportation mit Transport Nr. 51 am 6. März 1943 ab Sammellager Drancy   | Yad Vashem (Datenbank, Datensatz Nr. 3161024) / Gedenkbuch für die Opfer der NS-Judenverfolgung in Deutschland             |
| Kasel     | Franziska Veronika | unbekannt         | unbekannt | Polen                                                 | 1942 nach Polen deportiert (Ort unbekannt)                               | Yad Vashem (Datenbank, Datensatz Nr. 11537052 und 669403) / Gedenkbuch für die Opfer der NS-Judenverfolgung in Deutschland |
| Kasel     | Pauline            | 22. November 1942 | 79 Jahre  | Ghetto Theresienstadt                                 | Deportation am 22. August 1942 ab Stuttgart                              | Yad Vashem (Datenbank, Datensatz Nr. 11537054) / Gedenkbuch für die Opfer der NS-Judenverfolgung in Deutschland            |
| Moses     | Berta              | 25. November 1941 | 45 Jahre  | Fort IX Kaunas                                        | Deportation am 22. November 1941 ab Frankfurt                            | Yad Vashem (Datenbank, Datensatz Nr. 11596935) / Gedenkbuch für die Opfer der NS-Judenverfolgung in Deutschland            |
| Isaac     | Leon               | September 1942    | 48 Jahre  | Konzentrationslager Auschwitz                         | Deportation ab Sammellager Drancy mit Transport 31 am 16. September 1942 | Yad Vashem (Datenbank, Datensatz Nr. 3186639) / Gedenkbuch für die Opfer der NS-Judenverfolgung in Deutschland             |
| Marx      | Johanna            | unbekannt         | unbekannt | Konzentrationslager Auschwitz                         | Deportation ab Sammellager Drancy mit Transport 64 am 7. Dezember 1943   | Yad Vashem (Datenbank, Datensatz Nr. 3201777) / Gedenkbuch für die Opfer der NS-Judenverfolgung in Deutschland             |
| Michel    | Abraham            | unbekannt         | unbekannt | Konzentrationslager Auschwitz                         | Deportation ab Sammellager Drancy mit Transport 70 am 27. März 1944      | Yad Vashem (Datenbank, Datensatz Nr. 9093237) / Gedenkbuch für die Opfer der NS-Judenverfolgung in Deutschland             |